# RD-0109

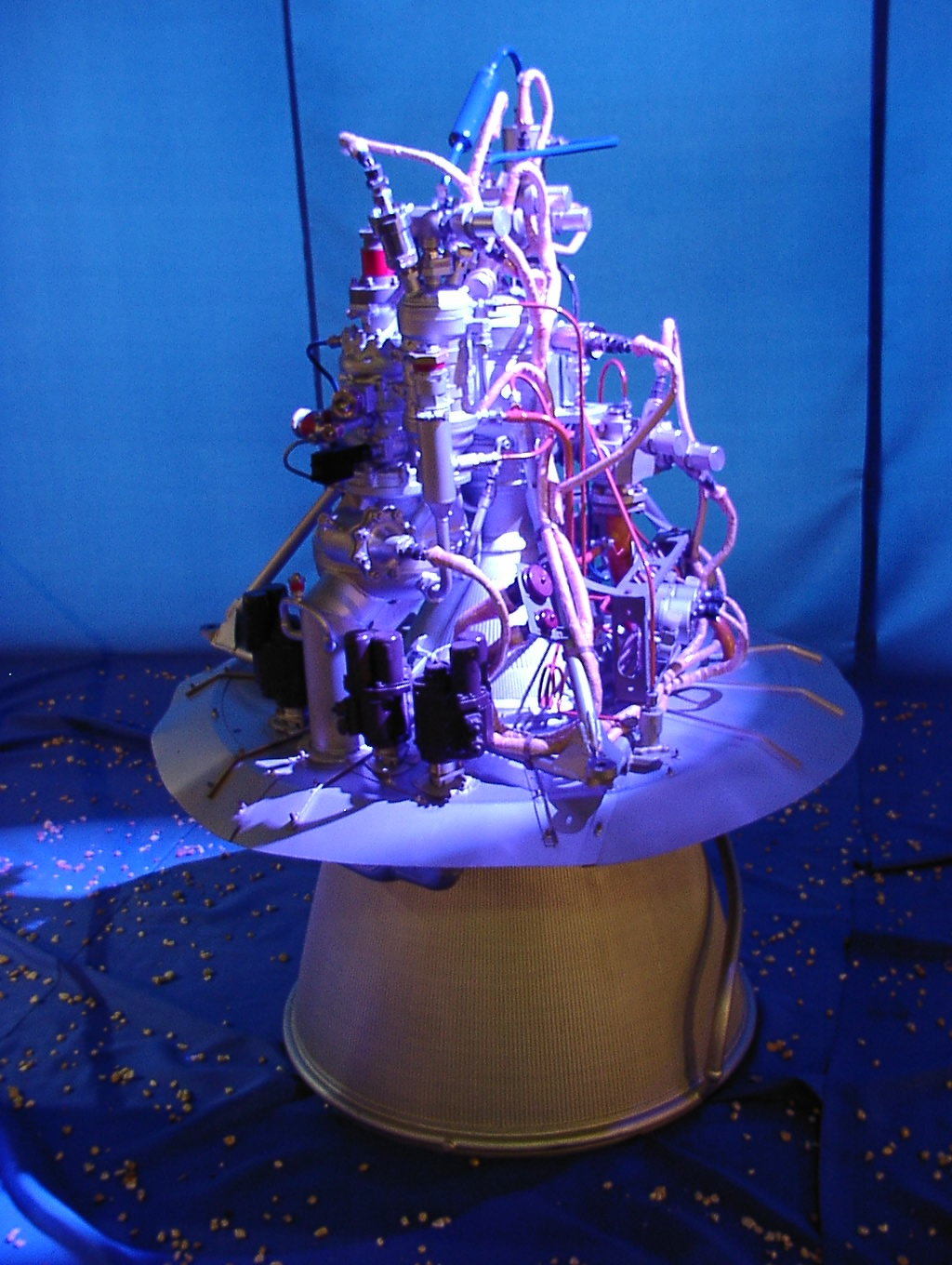
Modelo de um motor RD-0109.

O RD-0109 é um motor de foguete que queima Querosene e LOX num ciclo de geração de gás. Ele possui um único bocal e é uma evolução do RD-0105. Ele foi o motor usado no Bloco-E, estágio do foguete Vostok que levou Yuri Gagarin ao espaço.